# Шаесте Ханым-эфенди
Шаесте́ Ханы́м-эфе́нди (тур. Şayeste Hanım Efendi; умерла 11 февраля 1912 года в Стамбуле) — жена (икбал) османского султана Абдул-Меджида, приёмная мать последнего османского султана Мехмеда VI.

## Биография
По мнению турецкого мемуариста Харуна Ачбы, Шаесте родилась в Сухуми, Абхазское княжество, в 1836 году в семье принца Таташ-бея Инал-Ипа и его жены Сарей-ханым. Шаесте потеряла родителей в раннем возрасте и вместе с сестрой Фатьмой Михрифилек-ханым была передана дядей под опеку одного из служащих султанского дворца. Позднее по протекции Шаесте свадьба Фатьмы Михрифилек была отпразднована во дворце Долмабахче в 1880 году. Сакаоглу пишет, что в романе «Из дворца в изгнание» Кенизе Мурад, внучки Хатидже-султан и правнучки Мурада V, сестрой Шаесте названа Хюснидиль-ханым, жена Сафвета-паши. Турецкий историк Недждет Сакаоглу не указывает дату рождения Шаесте, однако предполагает, что на момент рождения первого ребёнка ей было 18—20 лет и, соответственно, на момент смерти — 75—80 лет. Ачба пишет, что Шаесте не преминула привести своих родственников во дворец и даже породнить некоторых из них с Османской династией. Так, она женила на своей дочери Наиле своего родственника Черкеса Мехмеда-пашу, который, согласно одной из версий, был родным братом Бидар Кадын-эфенди, жены Абдул-Хамида II. В своих мемуарах «Из дворца в изгнание» Афифе Резземаза пишет: «между женщинами династии установились многие родственные связи, и что период когда семейные корни женщин были забыты, подошёл к концу, и что родственные отношения были известны и укреплялись».
Получив хорошее образование во дворце, она привлекла внимание Абдул-Меджида во время празднований в гареме и 1852 году стала женой султана. Ачба пишет, что Шаесте носила титул четвёртой икбал; Сакаоглу же отмечает, что в 1856 году она носила титул третьей икбал, а турецкий историк Чагатай Улучай называет её пятой икбал. Через год после заключения брака, в 1853 году, Шаесте родила сына Абдуллу, а в 1856 году — дочь Наиле-султан. Сакаоглу и Улучай предполагают, что сын Шаесте родился мёртвым в 1853 году. Наиле Сакаоглу называет дочерью Шаесте лишь на основании того, что, согласно архивам, матерью девочки была третья икбал и именно Шаесте на тот момент носила этот титул. Кроме того, после смерти Гюлюсту Ханым-эфенди на воспитание Шаесте был передан её сын — будущий последний османский султан Мехмед VI Вахидеддин. При этом, Улучай пишет, что помимо мертворождённого сына у Шаесте не было детей, именно поэтому Мехмед Вахиддедин и был отдан ей на воспитание. Сакаоглу отмечает, что Шаесте воспитала Вахидеддина, последнего из османских султанов и младшего сына Абдул-Меджида, со всей материнской любовью.
Лейла Ачба так пишет о Шаесте Ханым-эфенди в своих мемуарах: «Шаесте-ханым, одна из самых долгоживущих жён Небесного султана Абдулмеджида-хана, всегда была тихой и весёлой госпожой. Её стиль в одежде был чисто европейским, но особенное предпочтение она отдавала английской моде…». Согласно Харуну Ачбе, Шаесте Ханым-эфенди была одной из самых влиятельных жён султана Абдул-Меджида, о чём свидетельствуют её образ жизни, любовь к роскоши и долги, хотя и не такие большие как Серфираз Ханым-эфенди. Шаесте, жившая на широкую ногу при муже-султане, не изменяла своим привычкам и при его преемниках Абдул-Азизе и Абдул-Хамиде II. Шаесте задолжала столько, что 1874 году в суд обратился один из её займодателей — торговец, указанный в документах как «Англичанин Сезар». В 1892 году человек по имени Ходжа Яхья-эфенди привлёк её к суду за неуплату долгов, однако дело затянулось на два года, поскольку дворец отказывался выплатить долги жены султана. Долговые обязательства Шаесте были погашены только после отречения от трона Абдул-Хамида II.
За месяц до смерти Шаесте написала султану Мехмеду V с просьбой отремонтировать её покои во дворце Ферие, однако скончалась она до того, как просьба была удовлетворена. Шаесте Ханым-эфенди умерла 11 февраля 1912 года в личном особняке пасынка Мехмеда Вахидеддина в Ченгелькёе и была похоронена в гробнице шехзаде Кемаледдина-эфенди или же в мавзолее женщин и сыновей султанов в обители Яхьи-эфенди. Шаесте пережила мужа на 51 год, а также пережила всех его жён.